# Księga nabytków i ubytków
Księga nabytków i ubytków – księga, w której zostają zarejestrowane napływające do archiwum materiały archiwalne oraz materiały trwale wyłączone z zasobu archiwalnego. Nabytki rejestrowane są w momencie przyjęcia archiwaliów od ofiarodawcy. W księdze odnotowywane są informacje na temat, przez kogo, kiedy i w jakich okolicznościach archiwalia zostały przekazane do archiwum. Proces ten następuje jeszcze przed opracowaniem materiałów archiwalnych. Prowadzenie księgi nabytków i ubytków może ułatwić pracę archiwistom.